# 栃原テレビ・FM中継局
栃原テレビ・FM中継局（とちはらてれび・エフエムちゅうけいきょく）は、奈良県吉野郡下市町にある中継局である。

## 概要
- 奈良県吉野郡下市町栃原字奥之垣内の栃原岳に置かれ、県中西部の一部地域へ電波を発射している。
- なお、栃原岳中腹にあるテレビ和歌山の橋本東デジタル中継局およびNHK和歌山放送局の紀ノ川橋本デジタル中継局についても併せて記述する。

- 当中継局が開局した影響で、奈良県内でも受信可能だったサンテレビとNHK神戸放送局の地上デジタル波が、一時混信を受けるようになった（後述[1]）。このため、近鉄ケーブルネットワークでは、一時サンテレビの地上デジタル放送が配信できなかったが、2011年7月4日から区域外再送信が行なわれている。
- 逆に奈良県内の一部地域で、当中継局を受信してNHK奈良放送局と奈良テレビ放送の地上デジタル放送を視聴する場合、両局と同一物理チャンネルのサンテレビとNHK神戸放送局が混信すること[2]、当中継局の広域民放とNHK大阪教育も生駒山上の親局と同一周波数中継による混信が発生しているため、2011年度に各チャンネルが変更されることになった。[3][4]そのため、デジタル混信が生じている地域では、送信チャンネルの変更が完了するまでの期間中、地デジ難視対策衛星放送対象リスト（ホワイトリスト）に指定され、テレビ東京を除く各局が受信可能対象になっていたが、2012年1月31日をもって旧チャンネルが完全停波されたため、一定の猶予期間を経てホワイトリストから外される。

## 地上デジタルテレビジョン放送送信設備
| リモコン キーID  | 放送局名           | 物理 チャンネル          | 物理 チャンネル          | 空中線電力 | ERP  | 放送対象 地域 | 放送区域 内世帯数 | 開局日          |
| リモコン キーID  | 放送局名           | リパック 前のch          | リパック 後のch          | 空中線電力 | ERP  | 放送対象 地域 | 放送区域 内世帯数 | 開局日          |
| 栃原中継局       |                    |                          |                          |            |      |               |                   |                 |
| 1                | NHK 奈良総合       | 26                       | 52                       | 10W        | 78W  | 奈良県        | 約4万世帯         | 2007年 3月1日   |
| 2                | NHK 大阪教育       | 13                       | 50                       | 10W        | 78W  | 全国放送      | 約4万世帯         | 2007年 3月1日   |
| 4                | MBS 毎日放送       | 16                       | 39                       | 10W        | 82W  | 近畿広域圏    | 約4万世帯         | 2007年 3月1日   |
| 6                | ABC 朝日放送テレビ | 15                       | 37                       | 10W        | 82W  | 近畿広域圏    | 約4万世帯         | 2007年 3月1日   |
| 8                | KTV 関西テレビ放送 | 17                       | 41                       | 10W        | 82W  | 近畿広域圏    | 約4万世帯         | 2007年 3月1日   |
| 9                | TVN 奈良テレビ放送 | 22                       | 21                       | 10W        | 92W  | 奈良県        | 約4万世帯         | 2007年 3月1日   |
| 10               | ytv 讀賣テレビ放送 | 14                       | 35                       | 10W        | 82W  | 近畿広域圏    | 約4万世帯         | 2007年 3月1日   |
| 橋本東中継局     |                    |                          |                          |            |      |               |                   |                 |
| 5                | WTV テレビ和歌山   | 30 （リパック 実施無し） | 30 （リパック 実施無し） | 300mW      | 3.3W | 和歌山県      | 約1万5千世帯      | 2008年 3月1日   |
| 紀ノ川橋本中継局 |                    |                          |                          |            |      |               |                   |                 |
| 1                | NHK 和歌山総合     | 43 （リパック 実施無し） | 43 （リパック 実施無し） | 500mW      | 8.9W | 和歌山県      | 約1万1千世帯      | 2011年 10月31日 |

- 栃原デジタル中継局のリパックは、2011年10月31日から2012年1月31日の期間内に実施された[5]。
- リパック前のERPはNHK奈良総合が83W、NHK大阪教育が81W、広域民放4社が83Wだったが、奈良テレビはリパック後も同じERPのままである。

## 地上アナログテレビジョン放送送信設備
| チャンネル   | 放送局名           | 空中線電力        | ERP                | 放送対象 地域 | 放送区域 内世帯数 |
| 栃原中継局   |                    |                   |                    |               |                   |
| 33           | MBS 毎日放送       | 映像100W /音声25W | 映像690W /音声170W | 近畿広域圏    | 約-世帯           |
| 35           | ABC 朝日放送       | 映像100W /音声25W | 映像690W /音声170W | 近畿広域圏    | 約-世帯           |
| 37           | KTV 関西テレビ放送 | 映像100W /音声25W | 映像690W /音声170W | 近畿広域圏    | 約-世帯           |
| 39           | ytv 讀賣テレビ放送 | 映像100W /音声25W | 映像690W /音声170W | 近畿広域圏    | 約-世帯           |
| 41           | TVN 奈良テレビ放送 | 映像100W /音声25W | 映像830W /音声210W | 奈良県        | 約-世帯           |
| 43           | NHK 奈良総合       | 映像100W /音声25W | 映像830W /音声210W | 奈良県        | 約-世帯           |
| 45           | NHK 大阪教育       | 映像100W /音声25W | 映像830W /音声210W | 全国放送      | 約-世帯           |
| 橋本東中継局 |                    |                   |                    |               |                   |
| 56           | WTVテレビ和歌山    | 映像3W /音声750mW | 映像43W /音声10.5W | 和歌山県      | 約-世帯           |

## FM放送送信設備
| 周波数（MHz） | 放送局名   | 空中線電力 | ERP | 放送対象地域 | 放送区域内世帯数 |
| 栃原中継局    |            |            |     |              |                  |
| 83.7          | NHK 奈良FM | 30W        | 70W | 奈良県       | 不明             |

### 備考
- デジタルテレビの放送エリアは、五條市・吉野郡下市町・吉野郡大淀町・和歌山県橋本市・和歌山県伊都郡かつらぎ町の一部地域。
- なお、上記にもある様に当デジタル中継局は、奈良県内向けの中継局であるが、和歌山県北東部の一部でも受信可能となっている。そのため、和歌山県の橋本中継局ではNHK教育、広域民放4局の物理チャンネルが親局とは別の周波数で送信される。また、当中継局を和歌山県内で受信している視聴者のため、テレビ和歌山が域外中継局として橋本東中継局を開局させたほか、NHK和歌山放送局も域外中継局として紀ノ川橋本中継局を開局させた（前者はアナログ・デジタル両波で開局したが、後者はデジタル新局として開局した）。